# Hugo Weaving
Hugo Wallace Weaving (Ibadan, Nigéria, 1960. április 4. –) brit-ausztrál színész.
Ismertebb alakításai közé tartozik Smith ügynök a Mátrix-trilógiában (1999–2003), Elrond A Gyűrűk Ura- (2001–2003) és A hobbit-trilógiában (2012–2014), V a V mint vérbosszú (2006) című filmben, Vörös Koponya az Amerika Kapitány: Az első bosszúálló (2011) című szuperhősfilmben, valamint Tom Doss A fegyvertelen katona (2016) című háborús drámában.
Első televíziós szerepét 1984-ben kapta a Bodyline című ausztrál sorozatban, melyben Douglas Jardine brit krikettjátékost formálta meg. A filmvásznon elsőként az 1991-es Bizonyíték című ausztrál filmdrámában volt fontosabb szerepe, később feltűnt a Priscilla, a sivatag királynője (1994) című vígjáték-drámában és több szerepben a 2012-es Felhőatlaszban is. 
Szinkronszínészként hangját kölcsönözte a Babe (1995), a Táncoló talpak (2006) és a Táncoló talpak 2. (2011) című animációs filmekben, továbbá a Transformers-filmek első három részében.

## Gyermekkora és családja
Egy háromgyermekes család középső gyerekeként született. Szülei Anne és Wallace Weaving. Testvérei Simon és Anna. Édesapja foglalkozása miatt sokat utaztak, zömmel Anglia, Ausztrália és Nigéria között. 1981-ben diplomázott a National Institute of Dramatic Art-on. 

## Magánélete
Ausztráliában él feleségével Katrina Greenwooddal, akit 1984-ben vett feleségül. Két gyermekük született, Harry és Holly.

## Filmográfia

### Film
| Év   | Magyar cím                           | Eredeti cím                                       | Szerep                                                                          | Magyar hang            |
| ---- | ------------------------------------ | ------------------------------------------------- | ------------------------------------------------------------------------------- | ---------------------- |
| 1981 |                                      | ...Maybe This Time                                | tanuló                                                                          |                        |
| 1983 |                                      | The City's Edge                                   | Andy White                                                                      |                        |
| 1986 |                                      | For Love Alone                                    | Jonathan Crow                                                                   |                        |
| 1987 | Ironminster örököse                  | The Right Hand Man                                | Ned Devine                                                                      |                        |
| 1990 |                                      | Wendy Cracked a Walnut                            | Jake                                                                            |                        |
| 1991 | Bizonyíték                           | Proof                                             | Martin                                                                          |                        |
| 1992 |                                      | Road to Alice (rövidfilm)                         | Louis                                                                           |                        |
| 1993 | Szigorúan piszkos ügynök             | Frauds                                            | Jonathan Wheats                                                                 | Bognár Zsolt           |
| 1993 | Kerge Kelly                          | Reckless Kelly                                    | Szőr Nyű (Sir John)                                                             | Sinkovits-Vitay András |
| 1993 | Törvényes gazemberek                 | The Custodian                                     | Church nyomozó                                                                  | Schmied Zoltán         |
| 1994 | A számkivetett                       | Exile                                             | Innes                                                                           |                        |
| 1994 | Priscilla, a sivatag királynője      | The Adventures of Priscilla, Queen of the Desert  | Anthony "Tick" Belrose/Mitzi Del Bra                                            | Józsa Imre             |
| 1994 | Priscilla, a sivatag királynője      | The Adventures of Priscilla, Queen of the Desert  | Anthony "Tick" Belrose/Mitzi Del Bra                                            | Epres Attila           |
| 1994 | Priscilla, a sivatag királynője      | The Adventures of Priscilla, Queen of the Desert  | Anthony "Tick" Belrose/Mitzi Del Bra                                            | Szokol Péter           |
| 1994 |                                      | What's Going On, Frank? (rövidfilm)               | furcsa csomagoló a szupermarketben                                              |                        |
| 1995 | Babe                                 | Babe                                              | Rex a hím juhászkutya (hangja)                                                  | Reviczky Gábor         |
| 1996 | A Notre Dame-i toronyőr              | The Hunchback of Notre Dame                       | Frollo katonái (hangjai)                                                        |                        |
| 1997 |                                      | True Love and Chaos                               | Morris                                                                          |                        |
| 1998 | Babe 2. – Kismalac a nagyvárosban    | Babe: Pig in the City                             | Rex a juhászkutya (hangja)                                                      | Melis Gábor            |
| 1998 | Hálószobák és előszobák              | Bedrooms and Hallways                             | Jeremy                                                                          |                        |
| 1998 | Interjú                              | The Interview                                     | Eddie Rodney Fleming                                                            |                        |
| 1998 |                                      | The Kiss (rövidfilm)                              | Barry                                                                           |                        |
| 1999 |                                      | Strange Planet                                    | Steven                                                                          |                        |
| 1999 |                                      | Little Echo Lost (rövidfilm)                      | Echo Man                                                                        |                        |
| 1999 | Mátrix                               | The Matrix                                        | Smith ügynök                                                                    | Rátóti Zoltán          |
| 2000 | Varázspuding                         | The Magic Pudding                                 | Bill Barnacle (hangja)                                                          |                        |
| 2001 | Orosz menyasszony                    | Russian Doll                                      | Harvey                                                                          |                        |
| 2001 |                                      | The Old Man Who Read Love Stories                 | Rubicondo a fogorvos                                                            |                        |
| 2001 | A Gyűrűk Ura: A Gyűrű Szövetsége     | The Lord of the Rings: The Fellowship of the Ring | Elrond                                                                          | Rosta Sándor           |
| 2002 | A Gyűrűk Ura: A két torony           | The Lord of the Rings: The Two Towers             | Elrond                                                                          | Rosta Sándor           |
| 2003 | A Gyűrűk Ura: A király visszatér     | The Lord of the Rings: The Return of the King     | Elrond                                                                          | Rosta Sándor           |
| 2003 | Mátrix – Újratöltve                  | The Matrix Reloaded                               | Smith ügynök                                                                    | Rátóti Zoltán          |
| 2003 | Mátrix – Forradalmak                 | The Matrix Revolutions                            | Smith ügynök                                                                    | Rátóti Zoltán          |
| 2004 |                                      | Everything Goes (rövidfilm)                       | Ray                                                                             |                        |
| 2004 | Titkos vágyak hamvas gyümölcse       | Peaches                                           | Alan                                                                            |                        |
| 2005 | Kis hal                              | Little Fish                                       | Lionel Dawson                                                                   |                        |
| 2005 | V mint vérbosszú                     | V for Vendetta                                    | V                                                                               | Lux Ádám               |
| 2006 | Táncoló talpak                       | Happy Feet                                        | Noé (hangja)                                                                    | Lux Ádám               |
| 2007 | Transformers                         | Transformers                                      | Megatron (hangja)                                                               | Borbiczki Ferenc       |
| 2007 |                                      | In the Company of Actors                          | önmaga / Brack bíró                                                             |                        |
| 2008 | Vér és gyöngy                        | The Tender Hook                                   | McHeath                                                                         | Rosta Sándor           |
| 2009 | Transformers: A bukottak bosszúja    | Transformers: Revenge of the Fallen               | Megatron (hangja)                                                               | Borbiczki Ferenc       |
| 2009 | Nagy utazás                          | Last Ride                                         | Kev                                                                             | Haás Vander Péter      |
| 2010 | Farkasember                          | The Wolfman                                       | Francis Abberline nyomozó                                                       | Rosta Sándor           |
| 2010 |                                      | Oranges and Sunshine                              | Jack                                                                            |                        |
| 2010 | Az Őrzők legendája                   | Legend of the Guardians: The Owls of Ga'Hoole     | Noctus és Grimble (hangja)                                                      | Sörös Sándor           |
| 2011 | Transformers 3.                      | Transformers: Dark of the Moon                    | Megatron (hangja)                                                               | Borbiczki Ferenc       |
| 2011 | Amerika Kapitány: Az első bosszúálló | Captain America: The First Avenger                | Johann Schmidt / Vörös Koponya                                                  | Rosta Sándor           |
| 2011 | Táncoló talpak 2.                    | Happy Feet Two                                    | Noé (hangja)                                                                    | Lux Ádám               |
| 2012 | Felhőatlasz                          | Cloud Atlas                                       | Haskell Moore / Tadeusz Kesselring / Bill Smoke / Noakes / Mephi / öreg Georgie | Epres Attila           |
| 2012 | A hobbit: Váratlan utazás            | The Hobbit: An Unexpected Journey                 | Elrond                                                                          | Rosta Sándor           |
| 2013 |                                      | Mystery Road                                      | Johnno                                                                          |                        |
| 2013 |                                      | The Turning                                       | Bob Lang                                                                        |                        |
| 2014 |                                      | Healing                                           | Matt Perry                                                                      |                        |
| 2014 | A futár                              | The Mule                                          | Croft                                                                           | Nagypál Gábor          |
| 2014 | A hobbit: Az öt sereg csatája        | The Hobbit: The Battle of the Five Armies         | Elrond                                                                          | Rosta Sándor           |
| 2015 |                                      | Strangerland                                      | David Rae                                                                       |                        |
| 2015 | A ruhakészítő                        | The Dressmaker                                    | Farrat őrmester                                                                 | Rosta Sándor           |
| 2015 | A ruhakészítő                        | The Dressmaker                                    | Farrat őrmester                                                                 | Szabó Máté             |
| 2016 | A fegyvertelen katona                | Hacksaw Ridge                                     | Tom Doss                                                                        | Rátóti Zoltán          |
| 2017 | Jasper Jones                         | Jasper Jones                                      | Mad Jack Lionel                                                                 | Tarján Péter           |
| 2018 | Fekete '47                           | Black '47                                         | Hannah                                                                          | Vass Gábor             |
| 2018 | Ragadozó városok                     | Mortal Engines                                    | Thaddeus Valentine                                                              | Szabó Sipos Barnabás   |
| 2019 |                                      | Hearts and Bones                                  | Daniel Fisher                                                                   |                        |
| 2019 |                                      | Measure for Measure                               | Duke                                                                            |                        |
| 2021 |                                      | Lone Wolf                                         | rendőr                                                                          |                        |
| 2022 |                                      | Expired                                           | Dr. Michael Bergman                                                             |                        |
| 2023 |                                      | The Royal Hotel                                   | Billy                                                                           |                        |
| 2023 |                                      | The Rooster                                       | Remete                                                                          |                        |
| 2024 |                                      | How to Make Gravy                                 | Noel                                                                            |                        |

### Televízió
| Év       | Magyar cím                                 | Eredeti cím                           | Szerep                      | Megjegyzések                                           |
| -------- | ------------------------------------------ | ------------------------------------- | --------------------------- | ------------------------------------------------------ |
| 1984     |                                            | Bodyline                              | Douglas Jardine             | minisorozat (7 epizód)                                 |
| 1988     |                                            | The Dirtwater Dynasty                 | Richard Eastwick            | minisorozat (5 epizód)                                 |
| 1988     |                                            | Dadah Is Death                        | Geoffrey Chambers           | tévéfilm                                               |
| 1989     | Bangkok Hilton                             | Bangkok Hilton                        | Richard Carlisle            | - minisorozat (3 epizód) - magyar hangja: - Nagy Gábor |
| 1993     |                                            | Seven Deadly Sins                     | Lust                        | minisorozat (1 epizód)                                 |
| 1995     |                                            | Bordertown                            | Kenneth Pearson             | 10 epizód                                              |
| 1996     |                                            | The Bite                              | Jack Shannon                | minisorozat (2 epizód)                                 |
| 1996     |                                            | Naked: Stories of Men                 | Martin Furlong              | 1 epizód                                               |
| 1997     |                                            | Frontier                              | Arthur kormányzó            | minisorozat                                            |
| 1997     | Doktor Halifax                             | Halifax f.p.                          | Tom Hurkos nyomozó őrmester | 1 epizód                                               |
| 2003     |                                            | After the Deluge                      | Martin Kirby                | tévéfilm                                               |
| 2006     | Ki ölte meg Dr. Bogle-t és Mrs. Chandlert? | Who Killed Dr Bogle and Mrs Chandler? | narrátor                    | dokumentumfilm                                         |
| 2010     |                                            | Rake                                  | Graham Murray professzor    | 1 epizód                                               |
| 2010     |                                            | I, Spry                               | narrátor                    | dokumentumfilm                                         |
| 2017     |                                            | Seven Types of Ambiguity              | Dr Alex Klima               | 5 epizód                                               |
| 2018     |                                            | Patrick Melrose                       | David Melrose               | minisorozat (5 epizód)                                 |
| 2021     |                                            | Mr. Corman                            | Artie Corman                | 1 epizód                                               |
| 2021–‍2023 |                                            | Love Me                               | Glen                        | 12 epizód                                              |
| 2023     | A Koalaember                               | Koala Man                             | Emudeus király (hangja)     | 4 epizód                                               |
| 2024     | Utolsó befutók                             | Slow Horses                           | Frank Harkness              | 4. évad                                                |